# Ismaïl Fathali
Ismaïl Fathali (arabe : إسماعيل الفتحلي), né en 1958 à Béja, est un général tunisien.

## Biographie
Diplômé de l'Académie militaire de Fondouk Jedid en 1983, il poursuit sa formation en Tunisie et à l'étranger et participe à la session de formation organisée par l'Institut de défense nationale en 2013. Parallèlement, il occupe plusieurs postes, notamment celui de directeur général des munitions et armes.  
Le 12 août 2014, le président Moncef Marzouki promeut le colonel-major Fathali au grade de général de brigade et au poste de chef d'état-major de l'armée de terre en remplacement de Mohamed Salah Hamdi,. Il est remplacé le 1er juin 2018 par Mohamed El Ghoul.